# Знамена на Македоно-одринското опълчение
Знамената на Македоно-одринското опълчение са ушити в навечерието на Балканската война (1912 – 1913) и са им връчени от името на македоно-одринските братства или от населението на градовете, чиито представители са доброволците. Първоначално свое знаме притежава и Юнашкият легион от 12-а лозенградска дружина, което по-късно става знаме на дружината, а собствено знаме има и Арменската рота от същата дружина. Всички знамена от опълчението вземат участие в парада, състоял се по повод Деня на храбростта през май 1913 година край Гюмюрджина, както и след Междусъюзническата война (1913) през август 1913 година в столицата София.

## Главно знаме на опълчението
Главното знаме на Македоно-одринското опълчение е знамето на 11-а сярска дружина, което е дар от българската царица Елеонора и е изработено по проект на известния художник Иван Мърквичка. Председателят на Изпълнителния комитет на Македоно-одринските братства д-р Полихрон Нейчев предлага царицата да сложи своя вензел върху това знаме. Лично тя на 28 октомври 1912 година връчва в Пловдив знамето на командира на 3-та бригада подполковник Александър Протогеров. Пред осветеното знаме полагат клетва опълченците.
Знамето е двоен копринен плат с две лица с размери 139x139. От едната страна в центъра има икона на светите братя Кирил и Методий. От нея към ъглите вървят четири трапеца, които образуват кръст, наподобяващ ордена „За храброст“. В четирите ъгъла на знамето са поставени червено и бяло парче плат. Освен това са апликирани кръгли парчета плат, които са бродирани, както следва: горе вляво е вензелът на царица Елеонора „Е“, вдясно – шестоконечен кръст, долу вляво – монограмът на Македоно-одринското опълчение, а вдясно долу – изправен коронован лъв.
В левия край на знамето успоредно на дръжката е извезано „5.Х.1912“ – датата на публикуването на Манифеста за обявяване на война на Турция. Вдясно от иконата е надписът „С. Т. ЬI КИРИЛЪ“, а вляво – „С. Т. ЬI МЕТОДИЙ".
Обратната страна на знамето е като държавния трицвет – бяла, зелена и червена ивица, разположени хоризонтално. В горния си край дръжката на знамето завършва с метален осмоконечен кръст, върху основата на който е прикрепен вензелът „Е“ с корона и е гравирана годината „1912“. На дървената дръжка е поставена метална гривна с надпис „Македоно-одринско опълчение“. Към знамето са прикачени бяла, зелена и червена лента и малка иконичка в метална обковка. Реставрирано и консервирано, то се пази във Фонда на Националния военноисторически музей.
Знамето на 11-а сярска дружина е единственото развявано по време на боевете. На 15 ноември 1912 година със сведени глави пред знамето преминават офицерите и войниците от пленения корпус на Мехмед Явер паша. Пред същото знаме полагат клетва новосформираните 13-а, 14-а и 15-а македоно-одринска дружина.

## Знаме на Първа дебърска дружина
Знамето на 1-ва дебърска дружина е изработено в дните на формирането ѝ. Направено е от двоен копринен плат с размери 105x84 сантиметра. Лицевата му страна е с цветовете на българското национално знаме (бяло, зелено и червено), разположени хоризонтално. В средата ѝ с бронзова боя е нарисуван шестоконечен кръст върху полумесец. Над него в полукръг са поставени надписите „1-ВА ДЕБЪРСКА ОПЪЛЧЕНСКА", а под фигурата – „ДРУЖИНА".
Обратната страна е изцяло зелена. В средата е извезан със сърма изправен коронован лъв, стъпил върху две клонки. Над него със златиста бронзова боя е изписан девизът „СЪ НАМИ БОГЪ", а под лъва – „1912 г."
Знамето е обшито с жълти сърмени ресни, а двата външни ъгъла завършват с пискюли.
Дървената дръжка на знамето в торния си край завършва с метално короновано лъвче. Под плата на дръжката е прикована метална гривна с надпис „1-ВА ДЕБЪРСКА ОПЪЛЧЕНСКА ДРУЖИНА".

## Знаме на Втора скопска дружина
Знамето на 2-ра скопска дружина е изработено в Лом през 1905 година за местното македонско дружество. След обявяването на войната ломските доброволци полагат клетва пред знамето си в района на местните казарми. За знаменосец е определен Ангел Генев. В столицата доброволците от Лом са придадени към 7-а кумановска дружина. Изработено от двоен червен копринен плат, знамето е с размери 65x58 см. Бродирано е с жълта сърма. В средата на лицевата му част е извезан осмоконечен кръст, а над него в полукръг – надпис „БОЖЕ, ПАЗИ", а под него – „МАКЕДОНИЯ!".
В средата на обратната страна е разположен релефен изправен коронован лъв, обърнат към дръжката. Над лъва – девизът „СВОБОДА ИЛИ СМЪРТЬ", а под него – „1-вий мартъ 1905 г. (Отъ ломските гражданки)". Трите външни страни на плата са окантувани с жълт сърмен галун, а на двата външни ъгъла е пришит но един сърмен пискюл.
Към знамето са прикрепени две трицветни ленти с цветовете на държавното знаме, поставени хоризонтално. Дръжката е дървена и в горния си край завършва с осмоконечен кръст, поставен върху сфера. Под плата на дръжката е поставена метална гривна с надпис „2-ра СКОПСКА ДРУЖИНА".

## Знаме на Трета солунска дружина
Знамето на 3-та солунска дружина е направено от двоен червен копринен плат и е с размери 87x88 см. Бродирано е със сърма и разноцветни копринени конци.
В средата на лицевата му страна са извезани образите на св. Кирил и Методий в цял ръст. Над тях с жълта сърма е бродирай надпис „СВ. КИР. СВ. МЕТ.". Фигурите на светците са заобиколени с жълт сърмен галун, което оформя икона под формата на правоъгълник. В горния край на плата във вид на дъга – текстът „ТОЗЪ КОЙТО ПАДНЕ ВЪ БОЙ" а в долния му край – „ТОЙ НЕ УМИРА". На обратната страна в средата на плата е бродирано „ПЪРВА//СОЛУНСКА//ОПЪЛЧЕНСКА//ДРУЖИНА.// 1912 г." (впоследствие дружината е номерирана като трета). Трите външни страни на плата на знамето са окантувани с жълт сърмен галун.
Дръжката на знамето е дървена. На нея е прикована метална гривна с надпис „1-ва СОЛУНСКА ОПЪЛЧЕНСКА ДРУЖИНА". Знамето е изработено по инициатива на командира на Солунската дружина ротмистър Димитър Атанасов Думбалаков от неговата сестра Злата Думбалакова-Додова.

## Знаме на Четвърта битолска дружина
Знамето на 4-та битолска дружина е изработено е по време на формирането на опълчението. Авторите му са неизвестни.
Представлява двоен копринен плат с размери 102x100 см. Лицевата му част е както държавното знаме, а обратната е обърната като на война. В средата с жълти конци машинно е бродиран надписът „БИТОЛСКА ОПЪЛЧЕНСКА//1912//ДРУЖИНА", като буквите са със старинна калиграфия. В средата на обратната страна с разноцветни конци е извезан изправен коронован лъв, обърнат към външната страна на знамето, стъпил върху разкъсан полумесец. От трите страни платът е заобиколен с ресни от жълта сърма. На двата външни ъгъла са пришити сърмени пискюли. Дръжката е дървена. В горния си край завършва с метален шестоконечен кръст с надпис „5 октомври//1912 г.", запоен върху метално кълбо. Под плата е прикована гривна с надпис „4-та БИТОЛСКА ДРУЖИНА“.

## Знаме на Пета одринска дружина
Знамето на 5-а одринска дружина е направено по време на формирането на дружината и представлява двоен червен плат с размери 98x77 см.
В средата на лицевата му страна със сърмени конци е бродиран надпис „ОДРИНСКА//ОПЪЛЧЕНСКА ДРУЖИНА". Вторият ред на надписа е в полукръг. В горните ъгли на плата са изобразени растителни орнаменти, а долу в средата – „1912 г."
На обратната страна в средата с блажни бои е нарисуван изправен коронован лъв, с профил наляво, стъпил върху полумесеца и звездата, бродирани със сърма. Около лъва с жълта сърма са бродирани наименования на градове: горе – „Разлогъ", долу – „СЕРЪ", вдясно „Джумая – Неврокопъ", като думите са една над друга по диагонала, вляво – „Одринъ, Мелникъ", разположени по същия начин. Трите външни страни са окантувани със сърмени ресни.
Дръжката е дървена и в горния край завършва с метално короновано лъвче, поставено върху метална топка. Под плата на знамето е прикована метална гривна с надпис „5-а ОДРИНСКА ДРУЖИНА". Няма данни кой е работил знамето.

## Знаме на Шеста охридска дружина
Знамето на 6-а охридска дружина е изработено от единичен копринен плат с размери 170x158 см. Бродирано е с разноцветни копринени конци и е с едно лице. Трицветно – бяла, зелена и червена ивица, разположени хоризонтално. В горния ляв ъгъл на бялото поле е пришито парче плат, на което с разноцветни конци е извезана фигура на жена, която в едната си ръка държи знаме, а върху него с червени букви, контурирани с жълт цвят, е бродирай надпис „Македония". До жената стои лъв с червено знаме, върху което с бели конци е извезан надписът „СВОБОДА//ИЛИ//СМЪРТЪ". Под лъва с черни букви е написано „1902 г.//1903 г.". Под жената също има надпис, бродиран с червени конци: „СЪЕДИНЕНИЕТО//ПРАВИ СИЛАТА." Парчето плат, на което са извезани тези елементи, е с размери 56x77 см.
В дясната половина на знамето отново върху бялата ивица с жълти конци, контурирани със сини, са извезани „M.O.B.N.O./GARY, IND. USA". От трите страни е окантувано с жълти копринени ресни. Дръжката е дървена с прикована под плата метална гривна с надпис „6-а ОХРИДСКА ОПЪЛЧЕНСКА ДРУЖИНА".
Богатството от символи и надписи на знамето показва необикновения му произход и история. Направено е в САЩ, гр. Гери, щат Индиана, и изминава дълъг път, докато дойде във Фонда на НВИМ. Рожба е на българи, участници в Илинденско-Преображенското въстание, емигрирали след неуспеха му в САЩ. Макар да са твърде далеч от родината, те следят със затаен дъх развитието на събитията на Балканите. Когато научават, че България е обявила война на Турция, решават, че техен патриотичен дълг е да участват лично в боевете срещу вековния тиранин. От различни райони на далечната страна към Ню Йорк тръгват групи доброволци. За седем дни прекосяват океана и слизат в Хавър (Англия). Качват се на друг кораб за Хамбург, а от там с влак пристигат в България. След кратък престой в София тръгват на юг, за да догонят опълчението. В Хасково получават оръжие, а в Кърджали се присъединяват към дружините на Македоно-Одринското опълчение. Знаменосец е Алекси Бъчваров.
След разформироването на опълчението знамето е предадено заедно с другите в двореца, а по-късно – във Фонда на НВИМ.

## Знаме на Седма кумановска дружина
Знамето на 7-а кумановска дружина е изработено в Лом от Мариета Миланези, съпруга на Итало Миланези – участник в Илинденско-Преображенското въстание. Предназначено било за чета в Македония.
Направено е от единичен копринен плат с размери 134x128 см. Рисувано е с блажни бои. На лицевата страна в средата е изобразена жена, окована във вериги, а зад нея – дървета, вероятно гора. Рисунката е обградена с червена рамка. В горния край на плата с бяла боя е написан лозунгът „СИНОВЕ МАКЕДОНЦИ!//ДОЙДЕТЕ ДА СТРОШИМЪ ВЕРИГИТѢ", а в долния край – „НА РОБСТВОТО". На обратната страна на плата личат следи от рисуван коронован лъв, стъпил върху турски знамена.
Дръжката е дървена с прикована под плата на знамето метална гривна с надпис „7-а ОПЪЛЧЕНСКА ДРУЖИНА".
След обявяването на войната в Лом започват да се записват доброволци. Те поискват знамето, но госпожа Миланези не го дава, докато не получи разрешение от мъжа си, напуснал града, за да воюва с турците. Това принуждава доброволците да заминат със знамето на Македонското дружество, а след тях Димитър Енчев вървял със знамето на Миланези, дадено му по-късно. В столицата знамето е връчено на сформираната в Кюстендил дружина с пореден номер седем.

## Знаме на Осма костурска дружина
Знамето на 8-а костурска дружина представлява двоен копринен плат с размери 134x132 см. Двете му лица са трицветни – бели, зелени и червени ивици, поставени хоризонтално. Бродирано с разноцветни конци.
На лицевата му страна е бродиран изправен коронован лъв с профил наляво, а под него – венец от маслинови клонки. В короната на лъва са вградени бели и сини камъчета. Върху бялата ивица под формата на обърната надолу дъга е извезан надписът „КОСТУРСКА ДРУЖИНА//1912". Обратната страна е като лицевата.
Дръжката е дървена, като в горния си край завършва с метален осмоконечен кръст. Под плата на знамето е прикована метална гривна с надпис „КОСТУРСКА ДРУЖИНА". Не е известно кой е изработил знамето.

## Знаме на Девета велешка дружина
Знамето на 9-а велешка дружина е изработено в Лозенград и подарено от Димитър Салабашев. Представлява двоен червен копринен плат с размери 114x91 см, бродирано с разноцветни конци на машина. В средата на лицевата му страна е изобразен изправен коронован лъв, обърнат към дръжката, стъпил върху полумесец и звезда. Над фигурата на лъва е поставен надписът „СВОБОДА НА ОДРИНСКО И МАКЕДОНИЯ". По краищата знамето е обградено с бродиран стилизиран растителен орнамент, а в четирите ъгъла е поставен вензел „С.Б.С.". В долния десен ъгъл с дребен шрифт е поставен дарителски надпис „Подарено от Д. Салабашевъ. Лозенградъ". На обратната страна в средата със стилизирани букви е извезан надпис „ДОЛНОТРАКИЙСКИ//ЛЕГИОНЪ//1453-1912 г./". От трите страни платът е окантуван с жълти сърмени ресни, а на двата му външни ъгъла са пришити пискюли от сърма. На прикрепен към върха на дръжката сърмен шнур е поставен темляк.
Дръжката е дървена с прикована метална гривна с надпис „9-а ВЕЛЕШКА ДРУЖИНА".

## Знаме на Десета прилепска дружина
Знамето на 10-а прилепска дружина е изработено в Плевен за зидаро-дърводелското сдружение „Единство“. След обявяването на войната доброволците от града тръгват със знамето за София. Заедно с доброволците от Лом и Кюстендил плевенчани са присъединени към 7-а кумановска дружина. Някои от дружините се оказват с повече от едно знаме, а други без нито едно, наложило се преразпределението им. Това е причината плевенското знаме да стане знаме на Прилепската дружина.
Съшито е от двоен копринен плат с едно лице и размери 104x73 см. Трицветно, с хоризонтално разположени ивици. В средата с жълти конци на машина е бродирай текст „ПЛЕВ. ОКОЛ. ЗИДАРО-ДЪРВОД. СДРУЖЕНИЕ//ЕДИНСТВО//", като първият ред е във формата на дъга. Под надписа са пришити две елипсовидни рисунки с маслени бои. Вляво е изобразен св. Тома, полуфигура, който в едната си ръка държи свитък. Вдясно – композиция с много елементи. В средата ѝ със златиста бронзова боя е нарисуван кръст, поставен върху хералдически щит с три хоризонтални ивици (бяла, зелена и червена) и емблемата кръстосани пергел и триъгълник. От двете страни на кръста са изправени короновани лъвове, които държат държавното знаме на България. Лъвовете и кръстът са поставени върху две стиснати ръце. И двете рисунки са заобиколени с рамка от златиста бронзова боя.
Дръжката е дървена и в горния си край завършва с дървен кръст, украсен с резба. Под плата на знамето върху дръжката е надяната метална гривна с надпис „10-а Прилепска дружина. Знаме № 1".
Прилепската дружина е имала и второ знаме. Изработено е от Олга Христова Шотова от Варна със средства на еснафа на варненските хлебари и е предназначено за чета в Македония, предвождана от Никола Левтеров от Варна. Знамето представлява двоен копринен плат с размери 114x101 см. Лицевата му страна е направена от 4 еднакви триъгълника – два червени долу и горе и два зелени – ляв и десен, които образуват кръст. Бродирано е със сърмени конци.
В средата е извезан изправен коронован лъв с профил наляво, а около него – венец от цветя и житни класове. В ъглите са поставени по два кръстосани ножа, заобиколени с венец от цветя, а над венеца – корона. В горния край на плата е написано: „НАПРЕДЪ, БРАТИЯ//СВОБОДА ИЛИ СМЪРТЬ", а под надписа – корона. В долния край на плата е бродирано: „НА ВАРНЕНСКАТА МАКЕДОНСКА ДРУЖ" Вляво, успоредно на дръжката – „Завещана от Варненското хлебарско//съсловие", а вдясно – „1-ви СЕПТЕМВРИЙ 1901 г". Обратната страна е като лицевата.
От всички страни-платът е заобиколен с трицветен шнур, като на двата външни ъгъла е пришит по един пискюл, направен от сърма и конци.
Дръжката е дървена и на върха завършва с пика. Под плата е прикована метална гривна с надпис „10-а Прилепска дружина. Знаме № 2".

## Знаме на Петнадесета щипска дружина
Знамето на 15-а щипска дружина представлява двоен червен копринен плат с размери 120x99 см. На средата на лицевата му страна с машинен шев е бродиран изправен коронован лъв, обърнат към дръжката.
Около фигурата е извезан венец от лаврови клонки. В ъглите на знамето е поставен вензел, наподобяващ буквата „Ф" (на цар Фердинанд I). Вляво, успоредно на дръжката, е бродиран надписът „СЪ НАМИ БОГЪ".
Обратната страна е като лицевата с тази разлика, че около лъва са очертани контурите на знака на ордена „За храброст". От трите страни знамето е заобиколено (окантувано) с галун от жълта сърма и ивица от равнобедрени триъгълници с бял, зелен и червен цвят. На двата външни ъгъла са поставени по един сърмен пискюл. На дървената дръжка е прикована метална гривна с надпис „Щипска дружина".

## Изгубени знамена
Изгубени са за българската бойна история знамената на 13-а кукушка и 14-а воденска дружина. 12-а лозенградска дружина е имала знаме, което по-късно принадлежало на столичното спортно дружество „Юнак", но по-късно знамето е изчезнало. Първа „Арменска“ рота на 12-а Лозенградската дружина е имала собствено знаме, но това знаме, под което се е сражавал арменският национален герой Антраник Узунян заедно с още 274 арменци, днес се намира в Гърция.
По време на демобилизацията на армията през 1913 г. знамената на дружините на Македоно-одринското опълчение са предадени за вечно съхранение в двореца, където са им приковани гривни с наименованието и номера на дружините.